# Liste der denkmalgeschützten Objekte in Schröcken
Die Liste der denkmalgeschützten Objekte in Schröcken enthält die 4 denkmalgeschützten, unbeweglichen Objekte der Gemeinde Schröcken im Bregenzerwald in Vorarlberg.

## Denkmäler
| Foto |                 | Denkmal                                                                                | Standort                             | Beschreibung | Metadaten |
| ---- | --------------- | -------------------------------------------------------------------------------------- | ------------------------------------ | --- | --- |
| ja   | Datei hochladen | Kapelle Mariä Verkündigung HERIS-ID: 23911 Objekt-ID: 20283                            | in Unterboden Standort KG: Schröcken | Die rechteckige Kapelle mit eingezogenem Chor wurde im Jahr 1778 an Stelle eines abgetragenen Vorgängerbaus errichtet. Der neugotische Altar zeigt ein Bild der Verkündigung Mariens aus der Zeit um 1700. | BDA-Hist.: Q37880149 Status: § 2a Stand der BDA-Liste: 2025-06-30 Name: Kapelle Mariä Verkündigung GstNr.: .46 Mariä Verkündigung (Schröcken)                                      |
| ja   | Datei hochladen | Kath. Pfarrkirche Unsere Liebe Frau Mariä Himmelfahrt HERIS-ID: 23909 Objekt-ID: 20281 | Standort KG: Schröcken               | Die 1867 geweihte Pfarrkirche von Schröcken, nach einem Brand als Ersatz für einen 1639 geweihten Vorgängerbau errichtet, verfügt über ein neuromanisches ungegliedertes Langhaus, das mit dem leicht eingezogenen Chor unter einem gemeinsamen Satteldach liegt. Nördlich erhebt sich ein Turm mit achteckigem Glockengeschoß, rundbogigen Schallfenstern, Giebelkranz und Spitzhelm. | BDA-Hist.: Q25712467 Status: § 2a Stand der BDA-Liste: 2025-06-30 Name: Kath. Pfarrkirche Unsere Liebe Frau Mariä Himmelfahrt GstNr.: .1 Pfarrkirche Mariä Himmelfahrt (Schröcken) |
| ja   | Datei hochladen | Karner, Beinhaus HERIS-ID: 23910 Objekt-ID: 20282                                      | Standort KG: Schröcken               | Die Nischenkapelle am Friedhof zeigt ein Keramikrelief der heiligen Maria mit Kind. Sie wurde früher als Beinhaus genützt. | BDA-Hist.: Q37880134 Status: § 2a Stand der BDA-Liste: 2025-06-30 Name: Karner, Beinhaus GstNr.: 1                                                                                 |
| ja   | Datei hochladen | Alte Sennalpe Batzen HERIS-ID: 111527 Objekt-ID: 129422                                | Schröcken 41 Standort KG: Schröcken  | Die Sennalpe Batzen, Teil einer bis ins frühe 20. Jahrhundert ständig bewohnten Walsersiedlung, wurde bis 1998 als Sennerei genutzt. Die Sennhütte ist ein Holzbau mit Bruchsteinmauersockel, verschindelten Außenwänden, unregelmäßig angeordneten kleinen Fenstern und flachem Rafendach. Ihre ältesten Balken werden auf das Jahr 1603 datiert, das heutige Erscheinungsbild erhielt sie um 1800. Im Unterschied zu den Paarhöfen im Walsertal ist dieses Gebäude in Form eines Einhofs ausgeführt. Als Alpmuseum adaptiert, beherbergt die Hütte unter anderem eine vollständig ausgestattete Sennküche und eine Sammlung von beweglichem Inventar, das die bäuerliche Lebensweise im alpinen Raum dokumentiert. | BDA-Hist.: Q37824507 Status: Bescheid Stand der BDA-Liste: 2025-06-30 Name: Alte Sennalpe Batzen GstNr.: .74 Alte Sennalpe Batzen in Schröcken 41                                  |